# Isabel Benjumea
Isabel Benjumea (nascida em 5 de setembro de 1982) é uma política espanhola do Partido Popular (PP) que atua como deputada ao Parlamento Europeu desde 2019.

## Início da vida e carreira
Nascida em 5 de setembro de 1982, em Madri, Benjumea formou-se em direito e relações internacionais pela Universidad Comillas (ICADE).
Benjumea passou seu primeiro ano de carreira profissional em Washington DC, onde trabalhou no Banco Mundial implementando programas de transparência e prestação de contas para governos locais na América Latina. Depois, trabalhou na área de relações internacionais da FAES. Foi em 2011 que decidiu empreender o seu primeiro projeto empresarial na área do turismo, Greatness, que dirigiu até 2017.
Em 2018 Benjumea ingressou como sócio da consultoria estratégica IANUS Group. Atualmente, leciona na licenciatura de Empreendedorismo na Universidad Francisco Marroquín de Madrid.

## Carreira política
Em 2019, Benjumea passou a fazer parte do gabinete do presidente Pablo Casado como vice-chefe.

### Membro do Parlamento Europeu, 2019–presente
Desde julho de 2019, Benjumea é eurodeputada depois de ter sido incluída como candidata no número 10 da lista do PP às eleições para o Parlamento Europeu de maio de 2019 em Espanha. No parlamento, é vice-presidente da Comissão do Desenvolvimento Regional, membro da Comissão dos Assuntos Económicos e Monetários e membro das delegações à Comissão da Associação Parlamentar UE-Ucrânia e à Assembleia Parlamentar Euronest. 
Para além das suas atribuições em comissões, Benjumea é também membro do Intergrupo do Parlamento Europeu para as Pequenas e Médias Empresas (PME)  e do Intergrupo URBAN. 

## Outras atividades
Benjumea é co-fundadora do Red Floridablanca, um think-tank liberal-conservador do qual publicou numerosos artigos na imprensa espanhola.